# Campeonato Sudamericano 1929
El Campeonato Sudamericano de Selecciones 1929 fue la 12.ª edición del Campeonato Sudamericano de Selecciones, competición que posteriormente sería denominada como Copa América y que es el principal torneo internacional de fútbol por selecciones nacionales en América del Sur. Se desarrolló en Buenos Aires, Argentina, entre el 1 de noviembre y el 17 de noviembre de 1929.
El torneo planeado para 1928 no se pudo realizar, pues en aquella época tres selecciones de Sudamérica (Argentina, Chile y Uruguay) participaban en los Juegos Olímpicos en Ámsterdam. Por esto, la Copa América se reinició al año 1929 en Argentina.
Los seleccionados que se hicieron presentes fueron Argentina, Paraguay, Perú y Uruguay.

## Organización

### Sede
Los estadios del Club Atlético River Plate y el Club Atlético San Lorenzo de Almagro («El Gasómetro») en Buenos Aires, y el estadio del Club Atlético Independiente en Avellaneda fueron seleccionados como sedes para los partidos del torneo.
| Avellaneda                                                                                          | Buenos Aires        | Buenos Aires         |
| --------------------------------------------------------------------------------------------------- | ------------------- | -------------------- |
| Estadio Independiente                                                                               | Estadio River Plate | Estadio El Gasómetro |
| Capacidad: 53 000                                                                                   | Capacidad: 40 000   | Capacidad: 75 000    |
| |                     |                      |
| Sedes en la Ciudad de Buenos Aires · Estadio River Plate Estadio El Gasómetro Estadio Independiente |                     |                      |

### Árbitros
- José Galli.
- Aníbal Tejada.
- Julio Borelli.
- Miguel Barba.

## Equipos participantes
Participaron cuatro de las ocho asociaciones afiliadas a la Confederación Sudamericana de Fútbol en esa época.
| Equipos participantes | Equipos participantes | Equipos participantes | Equipos participantes |
| --------------------- | --------------------- | --------------------- | --------------------- |
| Argentina             | Paraguay              | Perú                  | Uruguay               |

## Resultados

### Posiciones
| Selección | Pts. | PJ | PG | PE | PP | GF | GC | Dif. |
| --------- | ---- | -- | -- | -- | -- | -- | -- | ---- |
| Argentina | 6    | 3  | 3  | 0  | 0  | 9  | 1  | +8   |
| Paraguay  | 4    | 3  | 2  | 0  | 1  | 9  | 4  | +5   |
| Uruguay   | 2    | 3  | 1  | 0  | 2  | 4  | 6  | –2   |
| Perú      | 0    | 3  | 0  | 0  | 3  | 1  | 12 | –11  |

### Partidos
| 1 de noviembre de 1929 | Paraguay                          | 3:0 (1:0) | Uruguay | Estadio River Plate, Buenos Aires                                  |                                                                    |
|                        | González 16', 86' · Domínguez 55' |           |         | Asistencia: 40 000 espectadores Árbitro(s): José Galli (Argentina) | Asistencia: 40 000 espectadores Árbitro(s): José Galli (Argentina) |

| 3 de noviembre de 1929 | Argentina                      | 3:0 (2:0) | Perú | Estadio El Gasómetro, Buenos Aires                                  |                                                                     |
|                        | Peucelle 6' · Zumelzú 38', 58' |           |      | Asistencia: 20 000 espectadores Árbitro(s): Aníbal Tejada (Uruguay) | Asistencia: 20 000 espectadores Árbitro(s): Aníbal Tejada (Uruguay) |

| 10 de noviembre de 1929 | Argentina                                    | 4:1 (2:0) | Paraguay      | Estadio El Gasómetro, Buenos Aires                               |                                                                  |
|                         | Evaristo 7' · Ferreira 24', 48' · Cherro 50' |           | Domínguez 56' | Asistencia: 20 000 espectadores Árbitro(s): Julio Borelli (Perú) | Asistencia: 20 000 espectadores Árbitro(s): Julio Borelli (Perú) |

| 11 de noviembre de 1929 | Uruguay                               | 4:1 (3:0) | Perú        | Estadio River Plate, Buenos Aires                                   |                                                                     |
|                         | Fernández 21', 29', 43' · Andrade 69' |           | Lizarbe 81' | Asistencia: 22 000 espectadores Árbitro(s): Miguel Barba (Paraguay) | Asistencia: 22 000 espectadores Árbitro(s): Miguel Barba (Paraguay) |

| 16 de noviembre de 1929 | Paraguay                                           | 5:0 (1:0) | Perú | Estadio Independiente, Buenos Aires                              |                                                                  |
|                         | Nessi 10' · González 55', 63', 69' · Domínguez 82' |           |      | Asistencia: 8000 espectadores Árbitro(s): José Galli (Argentina) | Asistencia: 8000 espectadores Árbitro(s): José Galli (Argentina) |

| 17 de noviembre de 1929 | Argentina                   | 2:0 (1:0) | Uruguay | Estadio El Gasómetro, Buenos Aires                                  |                                                                     |
|                         | Ferreira 14' · Evaristo 77' |           |         | Asistencia: 60 000 espectadores Árbitro(s): Miguel Barba (Paraguay) | Asistencia: 60 000 espectadores Árbitro(s): Miguel Barba (Paraguay) |

|                                           |
| Bandera de Argentina                      |
| Campeón Argentina 4.º título (4.º trofeo) |

## Estadísticas

### Goleadores

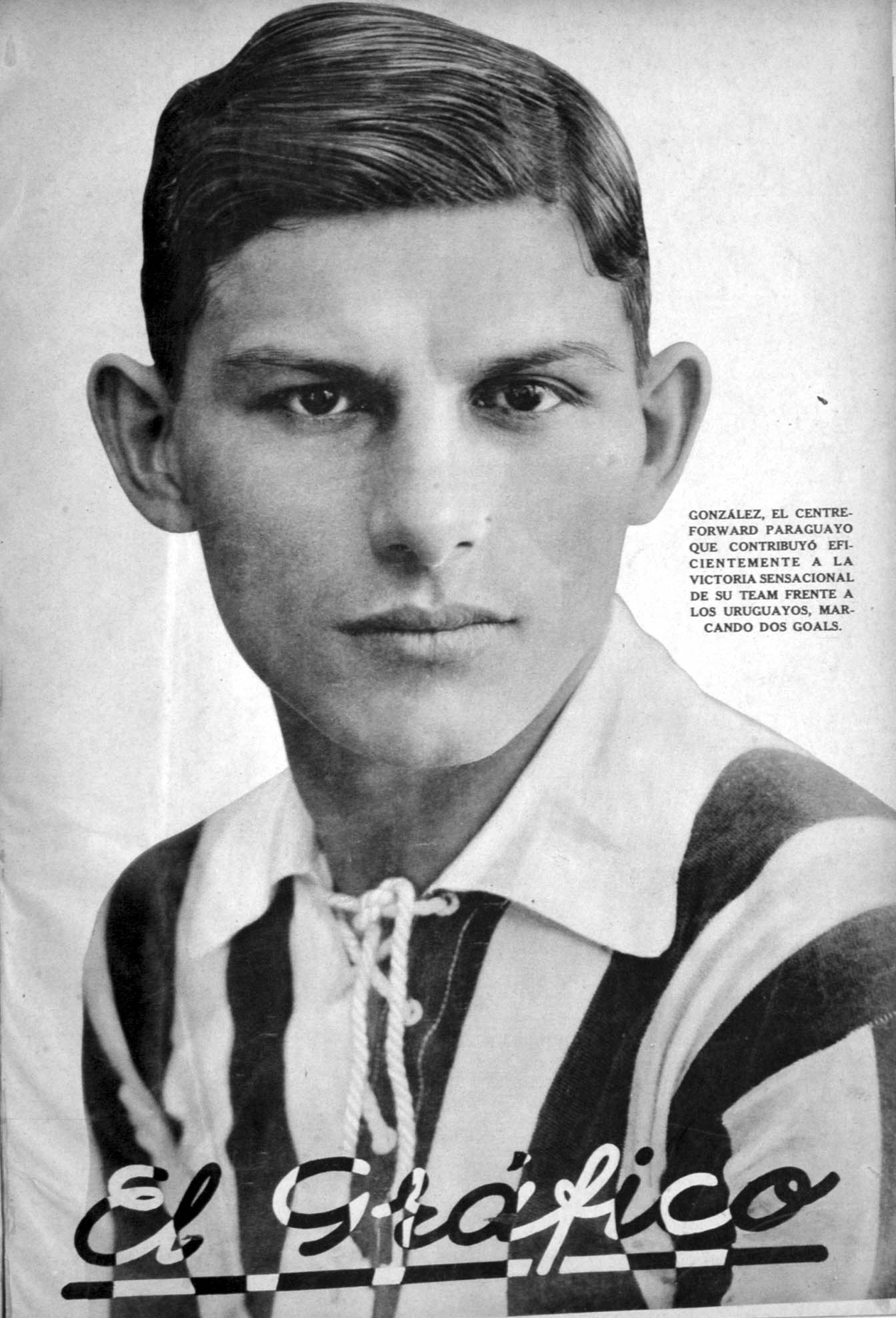
Aurelio González fue el goleador del torneo.

5 goles
- Aurelio González

3 goles
- Manuel Ferreira
- Diógenes Domínguez
- Lorenzo Fernández

2 goles
- Mario Evaristo
- Adolfo Zumelzú

1 gol
- Roberto Cherro
- Carlos Peucelle
- Nessi
- Agustín Lizarbe
- Juan Andrade

### Mejor jugador del torneo
- Manuel Ferreira.[4]